# نورث‌بورو (آیووا)
نورث‌بورو (به انگلیسی: Northboro) شهری در ایالت آیووا کشور ایالات متحده آمریکا است که جمعیت آن در سرشماری سال ۲۰۱۰ میلادی، ۵۸ نفر بوده‌است.